# AK-74
O AK-74 (Russo: Автомат Калашникова образца 1974 года ou "Fuzil automático Kalashnikov modelo 1974") é um fuzil de assalto desenvolvido no início dos anos 70 na União Soviética pelo projetista russo Mikhail Kalashnikov como substituto para o anterior AKM (ele próprio uma versão refinada do AK-47). Ele usa um cartucho menor 5,45×39mm, substituindo a câmara de 7,62×39mm de armas anteriores do padrão Kalashnikov.
O fuzil primeiro serviu às forças soviéticas envolvidas no conflito no Afeganistão de 1979. O chefe do departamento afegão da inteligência interserviços paquistanesa afirmou que a CIA pagou US$ 5 mil pelo primeiro AK-74 capturado pelos Mujahidins durante a Guerra Soviética-Afegã.
Atualmente, o fuzil continua a ser usado pela maioria dos países da antiga União Soviética. Além disso, foram produzidas cópias licenciadas na Bulgária (AK-74, AKS-74 e AKS-74U) e na antiga Alemanha Oriental (MPi-AK-74N, MPi-AKS-74N, MPi-AKS-74NK). Além das antigas repúblicas soviéticas e dos países do leste europeu, a Mongólia, as Forças Especiais da Coreia do Norte e a Infantaria Naval Popular do Vietnã usam AK-74s.

## Detalhes do projeto
O AK-74 foi projetado pelo grupo А.D. Kryakushin sob a supervisão de design de Mikhail Kalashnikov e é uma adaptação do fuzil de assalto AKM de 7,62×39mm e apresenta várias melhorias importantes de design. Essas melhorias foram principalmente o resultado da conversão do fuzil no cartucho de calibre intermediário de alta velocidade de 5,45×39mm. Na verdade, alguns modelos iniciais foram convertidos em AKMs, com outro cano para 5,45×39mm. Comparado com o predecessor do AKM, o AK-74 possui melhor alcance efetivo, precisão de disparo (um objetivo de desenvolvimento principal) e confiabilidade. O AK-74 e o AKM compartilham um ponto de referência aproximado de 50% (normalmente, os pinos, as molas e os parafusos) são intercambiáveis.
A ideia de se usar um calibre reduzido para fins militares é bem antiga. Cada vez que a tecnologia em armas dá um salto, o padrão de calibre é reduzido, passou de 11,4 – 12,7 mm no início do século XIX para 7,62 mm no início do século XX; a ideia de se usar um calibre em torno de 6,5 – 5,6 mm vem do início do século passado, mas foi engavetada por mais de meio século, até meados da década de 1960, quando se teve a ideia de se usar um calibre pequeno de alta velocidade e baixo recuo que foi introduzida definitivamente pelo fuzil de assalto M16, aprovado pelo Exército dos Estados Unidos, o que solidificou esse conceito.

### Operação do mecanismo

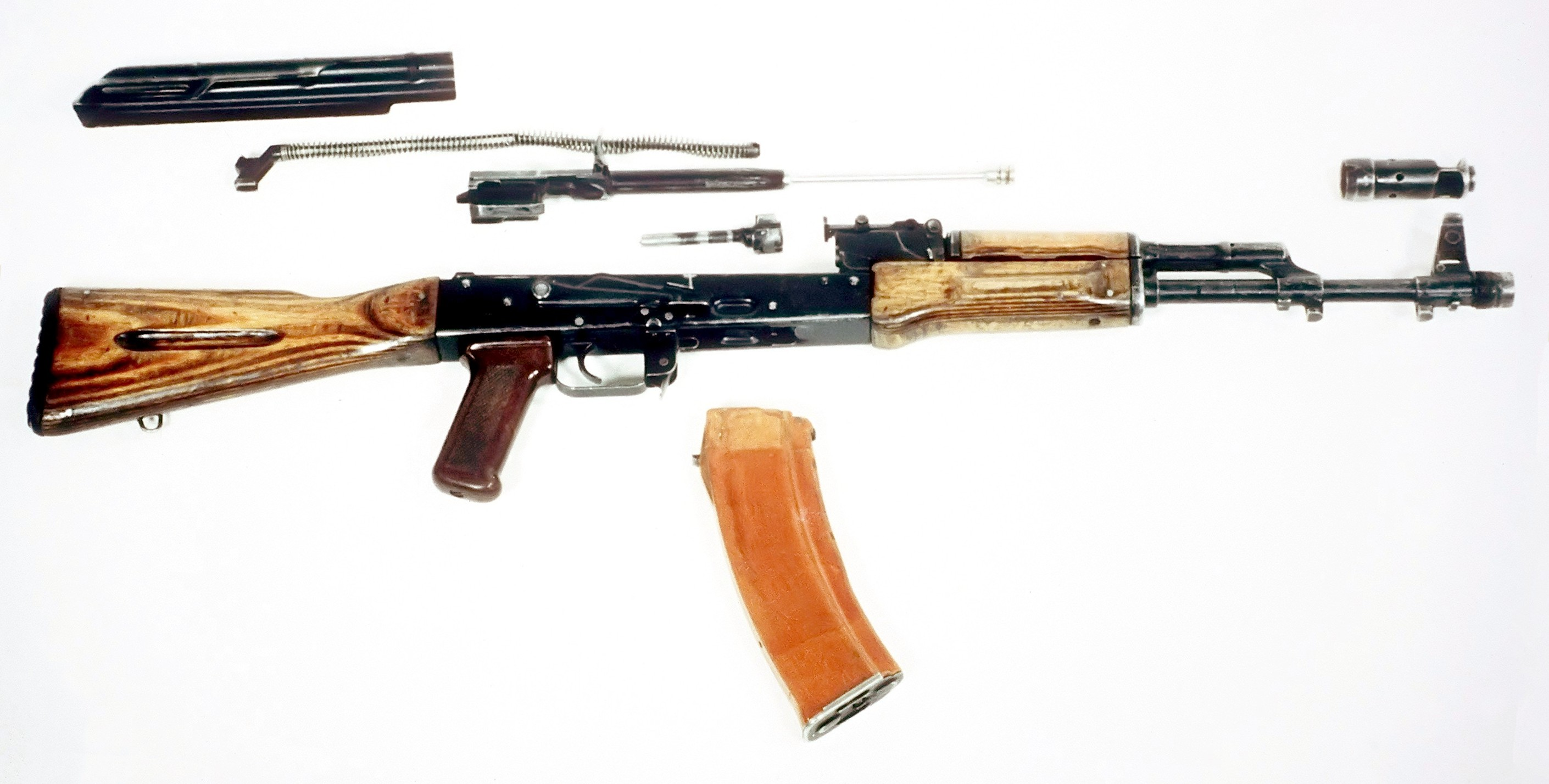
Vista explodida do AK-74.

Logo que a munição foi aceita e disponibilizada, decidiu-se criar uma nova arma de pequeno porte para essa nova munição; a maneira mais fácil de se fazer isso era adaptar os fuzis AKM, no calibre 7,62 x 39 mm, para a nova munição; isso seria uma solução temporária até que uma nova família de armas mais modernas fosse criada. A conversão foi relativamente simples, pois durante todo o processo de desenvolvimento dessa munição manteve a ideia dessa conversão em mente, por isso o comprimento dos cartuchos (39 mm) é o mesmo.
O AK-74 é nada mais nada menos do que um AKM com uma nova munição. O novo fuzil foi aprovado oficialmente em 1974, denominado Avtomat Kalashnikov 1974 ou simplesmente AK-74. Houve pouquíssimas modificações: a mais visível e eficaz foi o grande freio colocado na boca do cano que diminuiu ainda mais o recuo da arma, tornando-a uma das armas mais controláveis da categoria.

## Variantes

### AKS-74

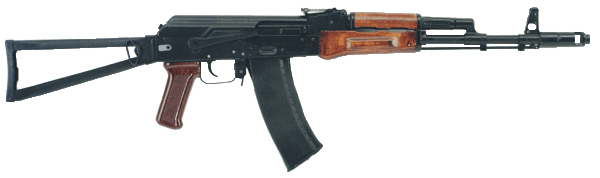
O AKS-74. Projetado para infantaria aérea e equipado com uma coronha de ombro dobrável

Uma versão mais curta foi criada para as tropas paraquedistas, com a coronha dobrável para a esquerda feita em aço estampada e é bem melhor do que a coronha dobrável para baixo do AKMS; essa nova versão foi denominada AKS-74.
Sendo mantida as técnicas de construção dos demais fuzis Kalashnikov em todas as versões, o fuzil manteve suas características, como: baixo custo, rusticidade, confiabilidade, simplicidade de operação e manutenção, porem baixa ergonomia.
Com o passar dos anos de produção algumas melhorias foram introduzidas como a utilização de polímeros de cor preta ao invés de marrom avermelhado dos primeiros AK-74 ou de madeira dos AKM; um trilho foi instalado a esquerda para incorporação de dispositivos de visão noturna; essa versão foi denominada AK-74N.

### AK-74M
A ultima e mais moderna versão é o AK-74M, que incorporou melhor acabamento como uma coronha dobrável construída em polímero, dentre os acessórios que ela pode incorporar estão um dispositivo de visão noturna, instalado em um trilho já mencionado, um silenciador (isso requer munição subsônica) e um lança-granadas GP-25 ou GP-30 de 40 mm alocado na parte inferior do cano.

### AKS-74U
Em 1973, um concurso de (codinome "Modern"—Модерн) começou para a adoção de um sistema de carabina.
A AKS-74U (conhecida também como AKSU-74" ou "AK-74SU) foi introduzida na década de 70. É essencialmente uma versão mais curta da rifle de assalto AK-47 e combina o tamanho pequeno de uma pistola-metralhadora e uma munição relativamente poderosa.
Criada para ser usada por tripulações de veículos, equipes de artilharia e de Operações Especiais, que precisavam de uma arma leve e pequena. A Spetsnaz possui uma versão com silenciador e até com lançador de granadas.
Foi muito popular em muitos países do Pacto de Varsóvia e foi até produzida em alguns desses países. A Iugoslávia fabricou esta arma sob o nome de M85.
Versões semiautomáticas da AKS-74U são conhecidas como "Krinkov" no mercado americano.
Uma AKS-74U pode ser vista perto de Osama bin Laden nos seus vídeos de discursos.

#### Ficha geral
- Calibre: 5,45x39 mm
- Comprimento: 735 mm
- Carregador de munição: 30 munições
- Velocidade de saída do projétil: 735 m/s
- Alcance: 300 m
- Taxa de tiro: 730 tiros por minuto
- Peso: 2,71Kg

### Variantes especializadas
O AK-74 também está disponível em várias configurações de "combate noturno", equipadas com um trilho lateral usado para montar miras. Essas variantes, as AK-74N, AKS-74N e AKS-74UN pode ser usada em conjunto com as visões noturnas NSPU e NSPU-3 (1PN51), bem como mira óptica, como a USP-1 (1P29). As variantes designadas AK-74N2 e AKS-74N2 podem usar a visão noturna multimodelo NSPUM (1PN58). A AKS-74UB ("B"—Russo: бесшумный; Besshumniy ou "silencioso") é uma variante insonorizada do AKS-74U adaptada para uso com o supressor PBS-4 (usado em combinação com munição russa subsônica de 5,45×39mm). Muito pouco é conhecido sobre esse modelo.

## Sucessores

### Série AK-100
O AK-74M também foi a base para a nova família russa de armas de fogo Kalashnikov AK-100: o fuzil de assalto AK-101 e carabina AK-102 (ambas câmaras para a NATO -Cartucho padrão 5,56×45mm NATO ), fuzil de assalto AK-103 e carabina AK-104 (ambos com câmara para 7,62×39mm) e a carabina AK-105 de 5,45×39mm. Os AK-101, AK-102, AK-103 e AK-104 são destinados principalmente à exportação, enquanto o AK-105 está programado para substituir o AKS-74U pelas Forças Armadas da Rússia . Além disso, o 5,45×39mm do AK-107 e 5,56×45mm NATO do fuzil AK-108 possuem um sistema de retrocesso equilibrado para reduzir o recuo do feltro e a elevação da boca. Este sistema de retrocesso equilibrado é derivado do fuzil AL-7.

### AK-12
Em 2010, a série AK-12 dos protótipos propostos foram revelados. Eles diferiram em peso, introduziram uma nova tecnologia de compensação de retrocesso e ergonomia melhorada. O elemento da mira de ferro traseira foi montado no trilho e movido para a parte de trás da armação superior para alongar a linha de visão, e o comprimento total da arma apresentava um trilho Picatinny para montagem de acessórios, como miras. O guarda-mão possui trilhos Picatinny em ambos os lados e sua parte inferior para montagem de acessórios como lanternas táticas, mira laser e lançadores de granadas. Ao longo de sua fase de desenvolvimento e avaliação, as múltiplas modificações foram aplicadas para atender aos padrões militares russos, bem como para melhorar a "gama de defeitos" que foram descobertos em modelos de protótipo e para abordar preocupações quanto ao custo dos protótipos anteriores. Em setembro de 2016, os modelos de protótipo foram substituídos pelos modelos de produção final dos fuzis de assalto AK-12 (câmara em 5,45×39mm) e AK-15 (câmara em 7,62×39mm). Os desenvolvimentos paralelos são a metralhadora leve RPK-16 e o rifle de assalto compacto MA (ambos embutidos em 5,45×39mm). Os modelos de produção AK-12, AK-15, RPK-16 e MA, tecnicamente mais fortes, se assemelham às séries AK-74M, AK-100 e RPK-74M do que os protótipos anteriores e o fabricante de armas Kalashnikov espera que eles substituam essas armas de serviço russa. Os desenvolvimentos paralelos são a metralhadora leve RPK-16 e o rifle de assalto compacto MA (ambos embutidos em 5,45 × 39mm). Os modelos de produção AK-12, AK-15, RPK-16 e MA, tecnicamente mais fortes, se assemelham às séries AK-74M, AK-100 e RPK-74M do que os protótipos anteriores e o fabricante de armas Kalashnikov espera que eles substituam essas armas de serviço russo . Os desenvolvimentos paralelos são a metralhadora leve RPK-16 e o fuzil de assalto compacto MA (ambos embutidos em 5,45×39mm). Os modelos de produção AK-12, AK-15, RPK-16 e MA, tecnicamente mais fortes, se assemelham às séries AK-74M, AK-100 e RPK-74M do que os protótipos anteriores e o fabricante de armas Kalashnikov espera que eles substituam essas armas de serviço russo .
No final de 2016, foi relatado o modelo de produção AK-12 foi submetido a ensaios de tropas com o exército russo, onde compete contra o Degtyarov A-545 ação equilibrada fuzil de assalto no programa ratnik ensaios. Em março de 2017, o Ministério da Defesa russo não havia dado nenhuma palavra final sobre o destino final desses fuzis de assalto no sistema de combate da infantaria no futuro russo.

## Galeria

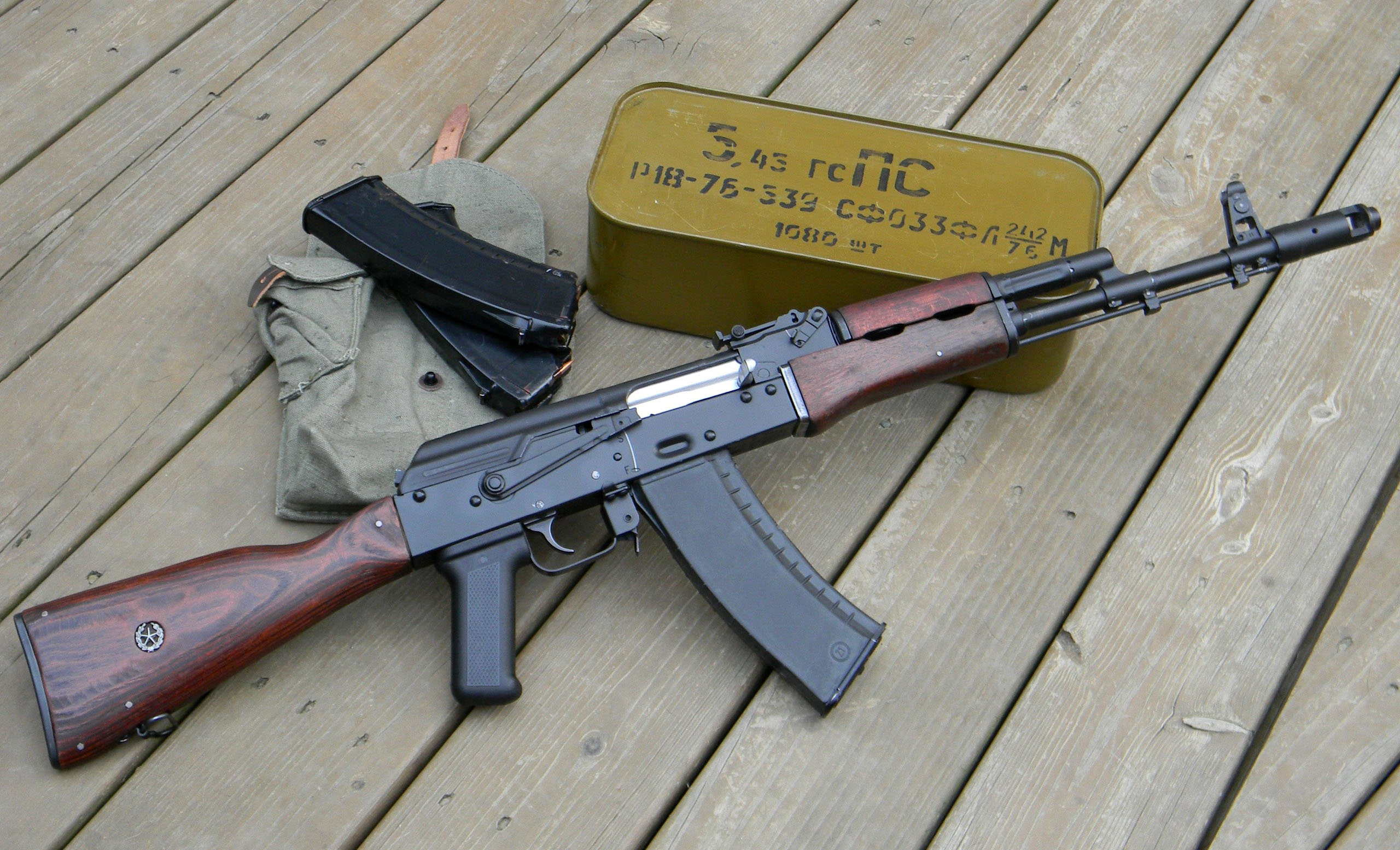
AK-74 com carregadores e munições de cartucho 5,45×39mm (7N6).
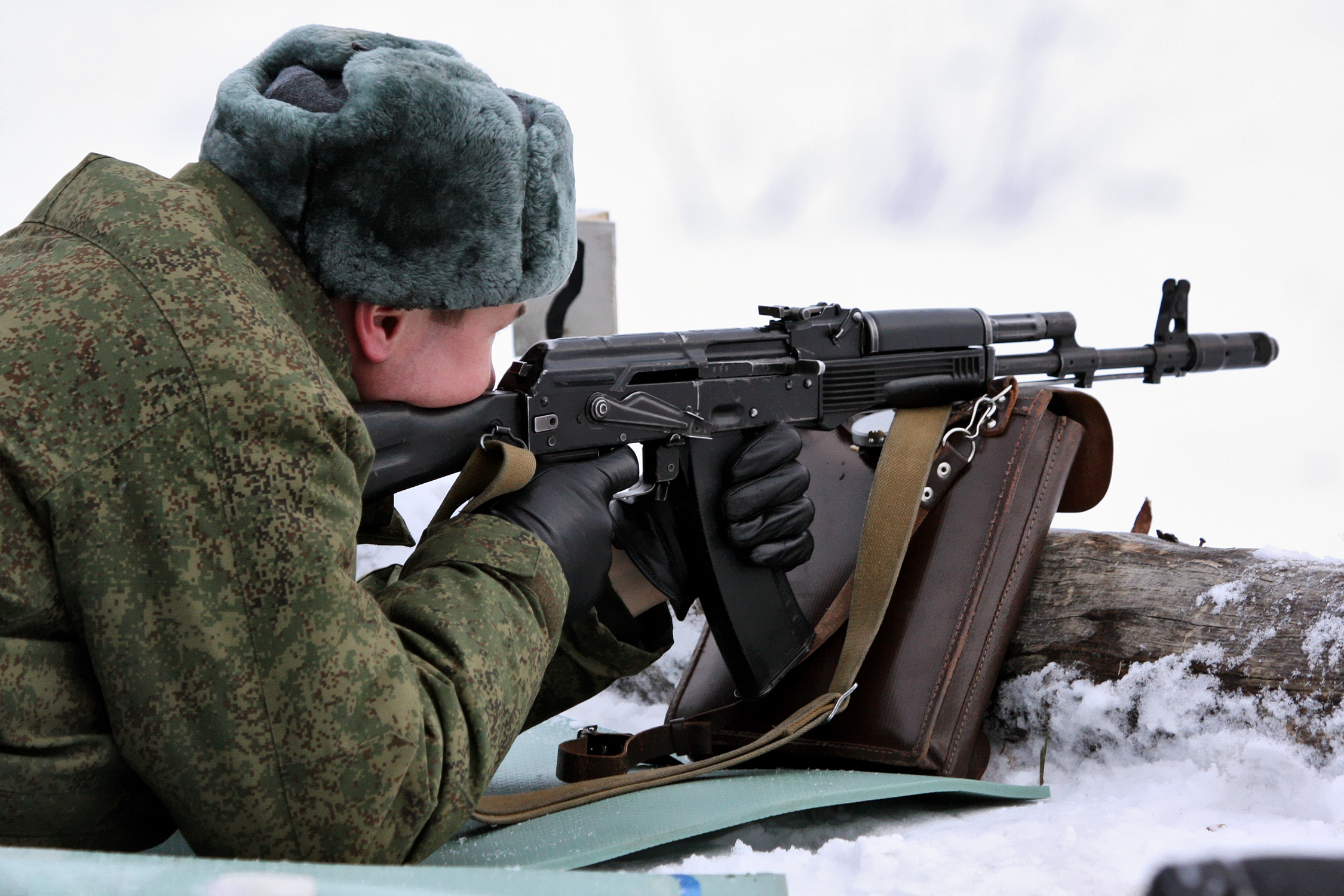
Soldado VDV disparando um fuzil AK-74M.
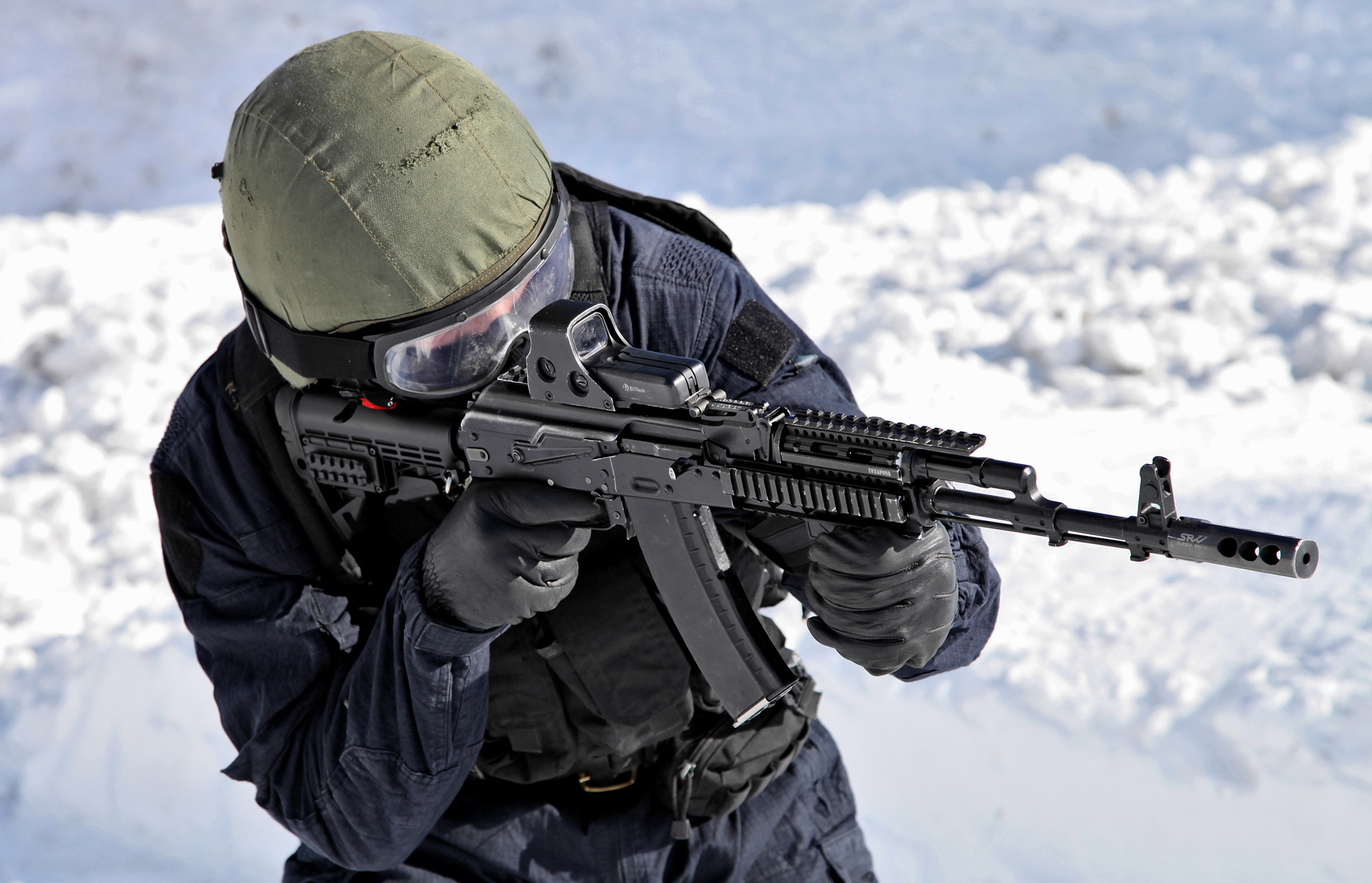
Um AK-74 modernizado exibido em 2013 pelas unidades especiais das tropas internas.
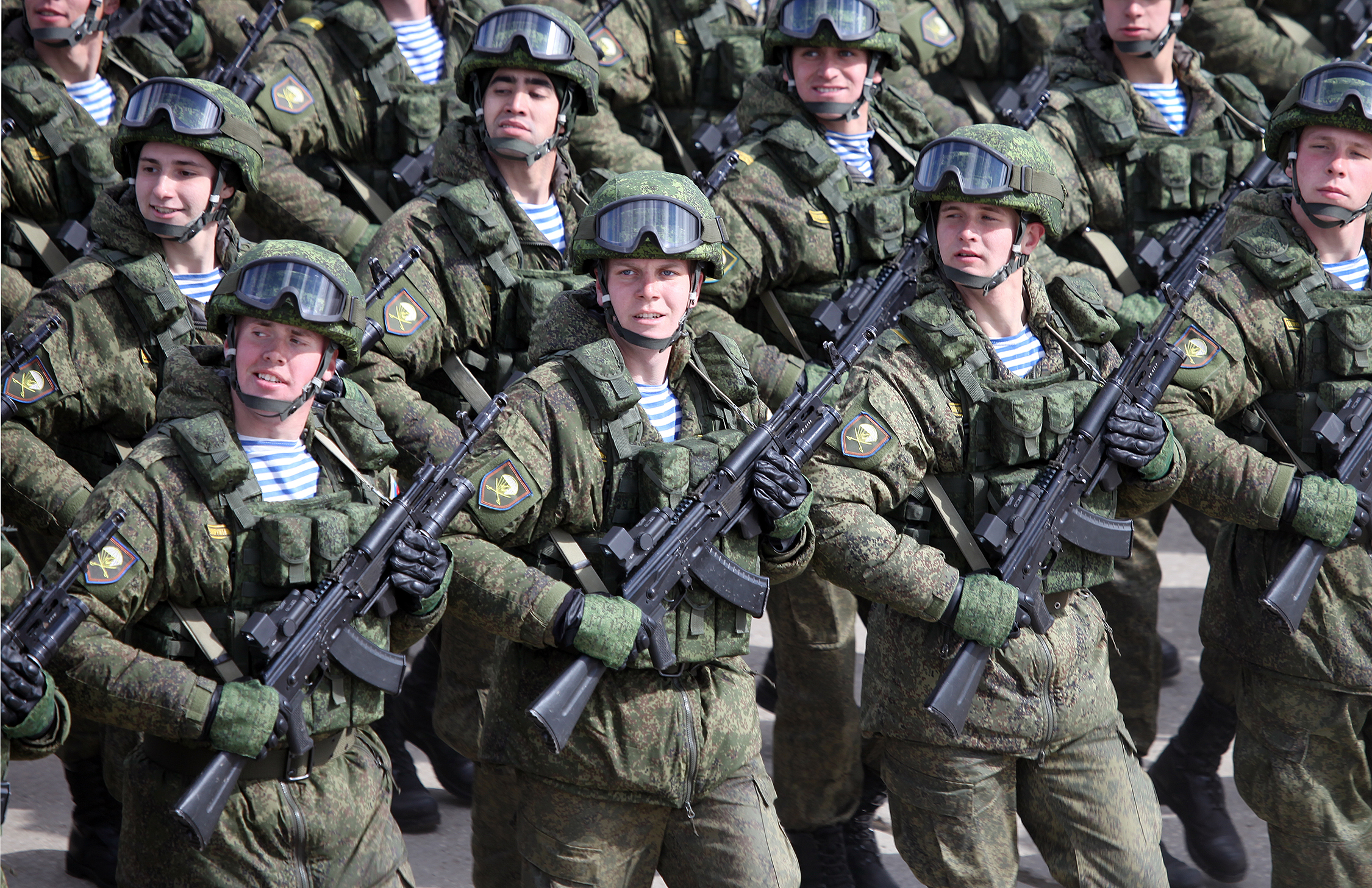
Fuzis de assalto modernizados AK-74M exibidos em 2015 pelas tropas paraquedistas.
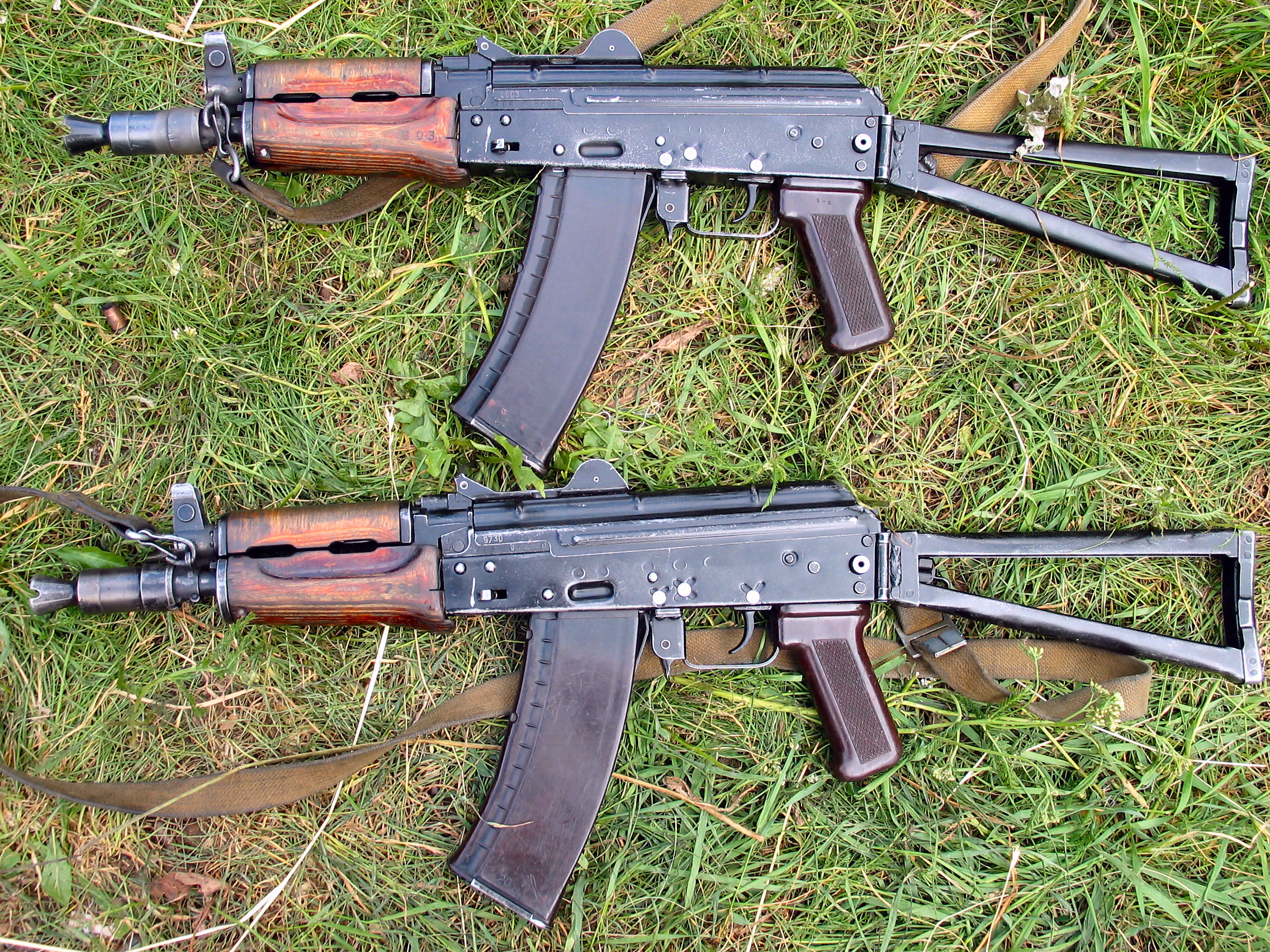
Carabinas AKS-74U.
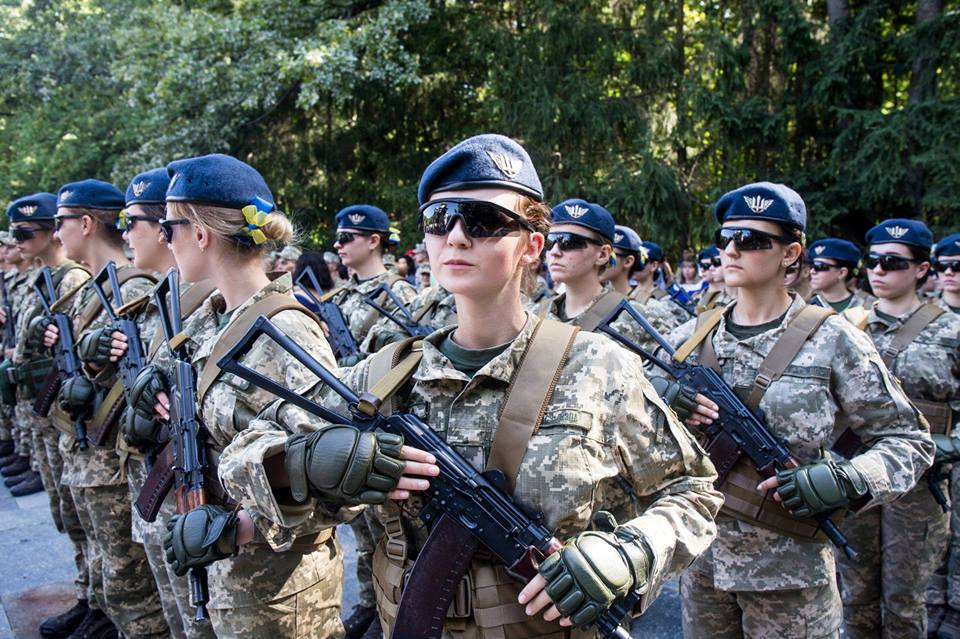
Alunas da Força Aérea ucraniana com carabinas AKSU-74.

## Usuários
- Afeganistão[15]  O Mujahideen apelidou de "Kalakov".[16]
- Armênia[15] AK-74 é atualmente o principal fuzil de serviço das Forças Armadas da Arménia.
- Azerbaijão:[15] AK-74M manufaturado sob licença pelo Ministério da Indústria de Defesa do Azerbaijão.[17][18][19]
- Bielorrússia[15]
- Bulgária: AR-M1 (variação da AK-74) e AKS-74U são fabricados localmente.[20]
- Chipre:O AK-74M é usado pelo Guarda Nacional Cipriota (Forças Greco-Cipriotas)[21]
- Geórgia:[15] Em uso ao lado da carabina M4 em serviço na Geórgia.
  -  Abecásia[22]
- Cazaquistão[15]
- Quirguistão[15]
- Moldávia[15]
- Mongólia[15]
- Coreia do Norte[23] Manufaturado localmente como o Type-88 e o Type-88-1.
- Polônia: Kbk wz. 1988 Tantal manufaturados localmente, aposentados em 2005, alguns vendidos para o Iraque.[24]
- Romênia: Manufaturado localmente como o PA md. 86.[24]
- Rússia: AK-74M é atualmente o principal fuzil de serviço nas Exército Russo.[24] Sendo suplementado pelo melhorado AK-12 no exército russo.[25]
- Síria: AK-74M,[26] AKS-74U, AKS-74 e AK-74. A maioria dos AK-74s foi dada às tropas pró governo pelas forças russas desdobradas na Síria.
- Tajiquistão[15]
- Turcomenistão[15]
- Ucrânia[15]
- Uzbequistão[15]
- Vietnã: Marinha do Povo do Vietnã.[carece de fontes?]
- Irã

### Antigos usuários
- Alemanha Oriental: Manufaturado localmente como MPi-AK-74N, MPi-AKS-74N e MPi-AKS-74NK.[27]
- União Soviética: Usado pela primeira vez durante a Guerra Soviética-Afegã em 1979.[28]